# سرخرگ زند زبرین انگشت اشاره
سرخرگ زند زبرین انگشت اشاره یا شریان رادیالیس ایندیسیس (انگلیسی: Radial artery of index finger) شاخه‌ای از سرخرگ زند زبرین (رادیال) در دست است که خون‌رسانی قسمت خارجی انگشت اشاره را برعهده دارد.
سرخرگ زند زبرین انگشت اشاره از نزدیکی سرخرگ اصلی شست دست آغاز می‌شود و بین ماهیچه اول دورسال میان‌استخوانی و سر عرضی ماهیچه نزدیک‌کننده شست دست به پایین می‌رود و سپس در امتداد طرف لترال انگشت اشاره تا انتهای آن ادامه می‌یابد و در آنجا با سرخرگ اصلی شست دست آناستوموز می‌کند و بدین‌وسیله سوی مدیال انگشت را خون‌رسانی می‌کند.